# 로크 마르크 크리스티앙 카보레

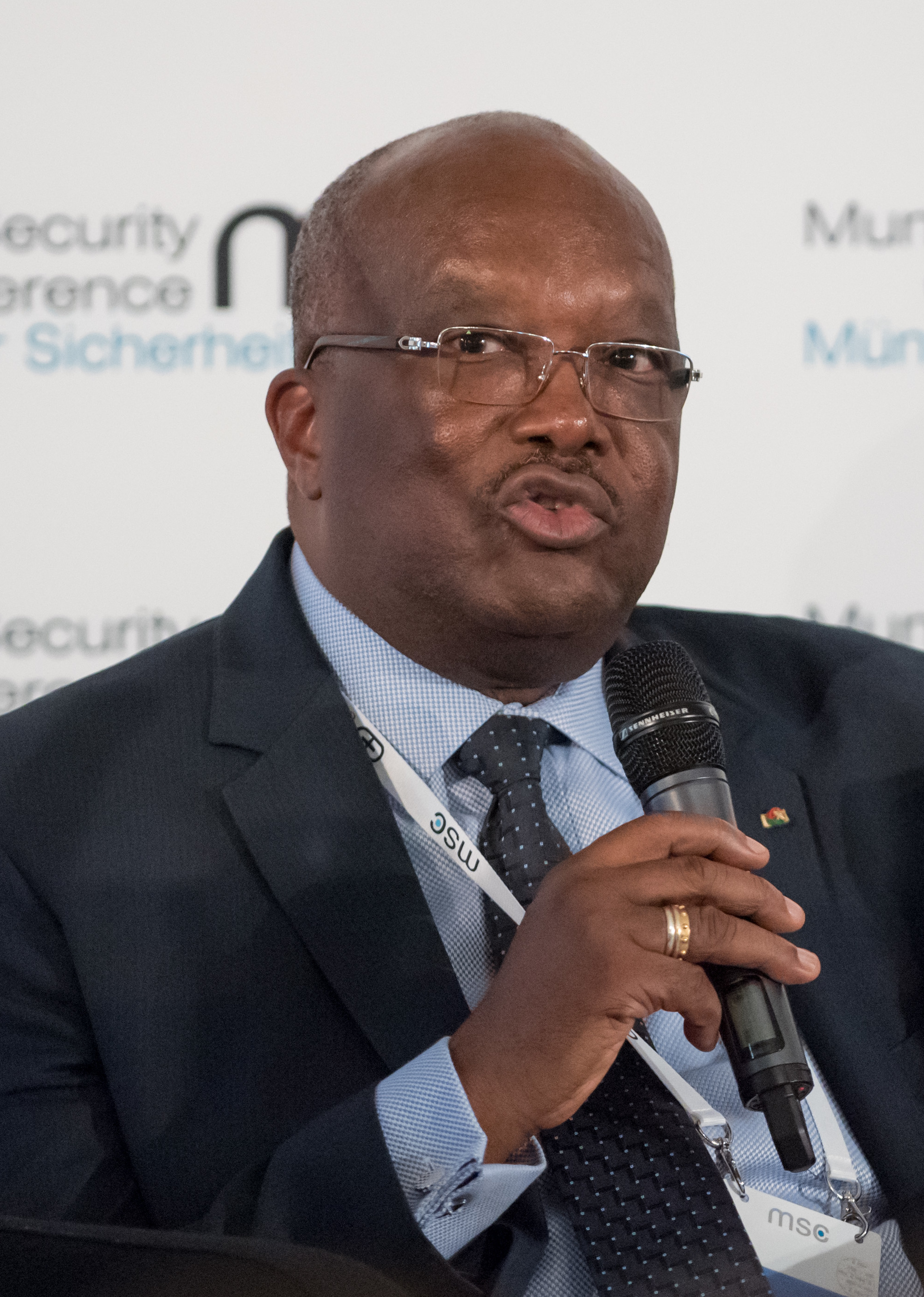
로크 마르크 크리스티앙 카보레 (2018년)

로크 마르크 크리스티앙 카보레(프랑스어: Roch Marc Christian Kaboré, 1957년 4월 25일~)는 부르키나파소의 정치인이자 은행원으로, 2015년부터 2022년까지 부르키나파소의 대통령을 지냈다. 이전에는 1994년과 1996년 사이에 부르키나파소의 총리, 2002년부터 2012년까지 부르키나파소의 국회의장을 지냈다. 그는 또한 민주진보당 의장을 역임했다. 2014년 1월 그는 집권당인 신당을 탈당해 새 야당인 진보국민운동에 합류했다.
2015년 11월 총선에서 부르키나파소의 대통령으로 당선되어 1차 투표에서 과반수를 획득했다. 취임과 동시에 군과의 과거 인연이 없는 49년 만에 첫 비간섭 대통령이 됐다. 2022년 부르키나파소 쿠데타 이후 축출되어 권력을 상실했다.

## 역대 선거 결과
| 선거명      | 직책명                | 대수 | 정당         | 득표율 | 득표수      | 결과 | 당락 |
| ----------- | --------------------- | ---- | ------------ | ------ | ----------- | ---- | ---- |
| 2015년 선거 | 부르키나파소의 대통령 | 8대  | 진보국민운동 | 53.49% | 1,668,169표 | 1위  |      |
| 2020년 선거 | 부르키나파소의 대통령 | 8대  | 진보국민운동 | 57.74% | 1,645,229표 | 1위  |      |